# Studentica

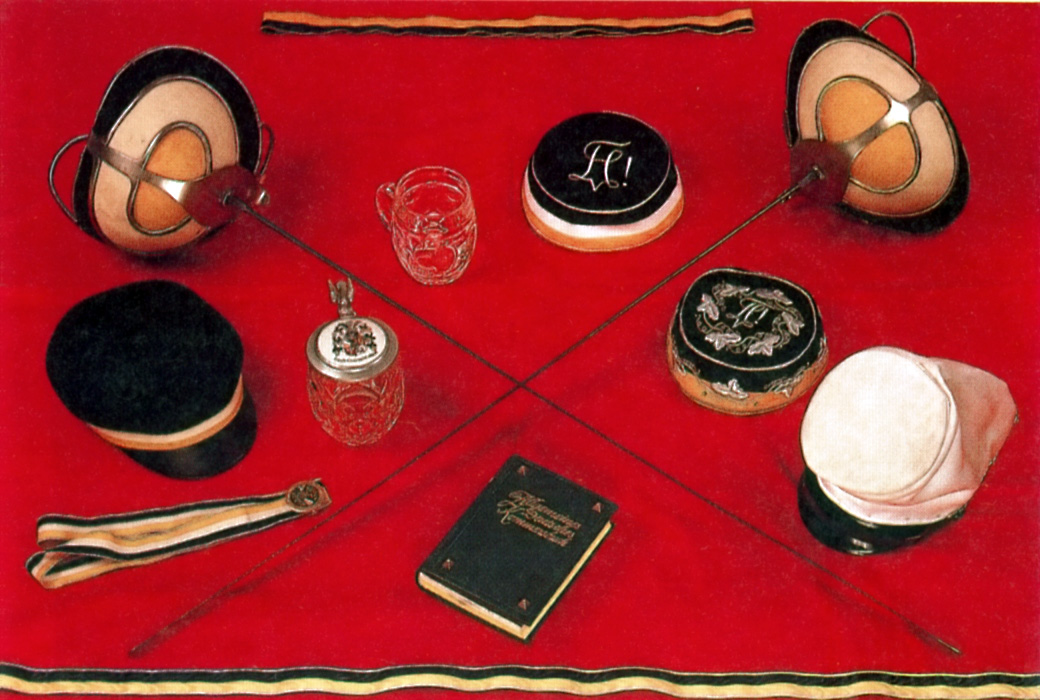
Couleurgegenstände des Corps Austria Frankfurt am Main

Studentica sind Gegenstände, die zum traditionellen Brauchtum der Studenten gehören. Der Begriff wird heute vor allem von Sammlern verwendet, um verbindungsstudentische Utensilien, wie zum Beispiel Couleurgegenstände, und Literatur zu bezeichnen.
Bis zum Ersten Weltkrieg war die überwiegende Mehrzahl der Studenten in irgendeiner Weise in Verbindungen aktiv oder mit diesen verbunden, sodass alles Brauchtum auch mit diesen zusammenhing. Durch den starken Bedeutungsverlust der Bünde nach nationalsozialistischer Diktatur und Zweitem Weltkrieg hat das traditionelle studentische Brauchtum und damit auch die mit Studentica bezeichneten Gegenstände und Bücher nur noch für eine Minderheit der Studenten Belang. 